# Мзиликази
Мзиликази (значење: Крвави пут, 1790 — 9. септембар 1868) је био краљ на југу Африке који је створио Ндебеле (или Матабеле) краљевину на делу територије данашњег Зимбабвеа. Он је рођен у близини Мкузе у Зулуленду (сада у Јужној Африци) и умро је у 
Ингами, Матабелеленд близу Булаваја, Зимбабве.
Многи га сматрају највећим ратником југа Африке после Зулу краља Шаке.